# Unidad Educativa Nacional Militar Cap. Pedro María Ochoa Morales
Hola

## Himno de la Unidad Educativa Nacional Oficial Cap. (F) Pedro María Ochoa Morales
Coro
Nacido en el crisol del la esperanza 
para forjar la patria del mañana 
nuestro plantes es signo de pujanza 
con historia de fe venezolana. (Bis)
I
La Guardia Nacional madre y aliento
con su excelsa doctrina alimento
del brillo del pendón sublime acento 
en donde su divisa se plasmó.
II
Del digno Capitán Ochoa Morales 
su nombre recogimos con amor
y la herencia del honor 
se dio en caudales 
fortalecida en lucha luz y unión. 
III
en la tierra de Acosta, el humanista
el instituto es núcleo de armonía 
para las juventudes progresistas 
que tienen a Bolívar a su guía.  

## Historia
Por disposición del ciudadano Presidente de la República y por resolución del Ministerio de la Defensa se denomina y oficializa con la nomenclatura de ‘Liceo Militar  (GN) Cáp. Pedro María Ochoa Morales’, el 19 de enero de 1973, cuya misión principal es formar a bachilleres en ciencias, aptos para continuar estudios en la niveles técnicos superiores o universitarios, a su vez, imparte principios básicos de la vida militar con el fin de capacitar al joven y contribuir al desarrollo de la seguridad y defensa nacional.

### Primera Etapa: Creación de la ‘Escuela Granja La Esperanza’
Durante la primera etapa, las fuerzas armadas de cooperación establecieron, a partir del año escolar 1963-1964, la creación de la ‘Escuela Granja piloto La Esperanza’. El 22 de junio de 1963, se llevó a cabo la bendición de la primera piedra, más tarde el 22 de febrero de 1964, se inauguran las dependencias que servirán de alojamiento a los estudiantes, personal docente y personal militar dando comienza a sus actividades. La primera finalidad que le fue dada a la escuela es la de impartir educación primaria desde el tercer grado hasta el sexto grado. Durante la primera etapa fue designado como director de la escuela el Presbítero Elio Nereo Sandoval, quien la dirige durante los años 1964 y 1965. A partir del año escolar 1966-1967, es nombrado director el TCNEL (GN) Clemente Pacheco Ochoa y la escuela se mantiene funcionando con la misma estructura de los años anteriores.
Para el año escolar 1967-1969 dirige el plantel el MAY. (GN) Gustavo Herrera Pérez, durante este período la enseñanza teórico-práctica de las materias agropecuarias son eliminadas de los programas educativos de la escuela y se inicia el segundo ciclo de la educación media. A partir de 1969 hasta 1972, bajo la dirección del MAY (GN) Gerardo Hung Ramos, la educación primaria que se impartía en la escuela es eliminada y se gradúa la primera promoción de bachilleres, mención ciencias, logrando así viejas aspiraciones de cubrir los requerimientos mínimos necesarios para el funcionamiento del segundo ciclo de la educación media.

### Segunda Etapa: Liceo Guardia Nacional ‘La Esperanza’
Entre 1972 - 1974, la dirección de la escuela recae en el TCNEL (GN) Elías García Barrillas, el 19 de enero de 1973, la escuela ‘Granja Piloto’ cambia su denominación, por la de ‘Liceo Militar Guardia Nacional La Esperanza’, dando inicio a la segunda etapa, en la cual se impartía exclusivamente educación media de acuerdo con la programación del ministerio de educación. Para el año escolar 1974 – 1975 es nombrado director el TCNEL (GN) Víctor Julio Pinto Díaz, quien le da al instituto fisonomía jurídica de liceo militarizado.

### Tercera  Etapa: Liceo Militar Guardia Nacional Cap. Pedro María Ochoa Morales
A partir del año 1975, la dirección del instituto recae en el CNEL (GN) Elías Tarcisio Rivera Villapol, y el 7 de noviembre de 1976 se convierte en el ‘Liceo Militar Guardia Nacional Cap. Pedro María Ochoa Morales’. 
Durante los años 1976 – 1977 se crea con carácter de ensayo una sección de humanidades y en 1978 se gradúa la primera promoción de bachilleres en humanidades, pero para el año siguiente fue eliminado.

### Cuarta  Etapa: Unidad Educativa Militar Cap. Pedro María Ochoa Morales
En enero de 1996, el liceo pasa a denominarse ‘Unidad Educativa Militar Cap. Pedro María Ochoa Morales’ y cuenta, entre sus objetivos principales: Formar bachilleres de la república en el ciclo diversificado, mención ciencias. Cumplir con el servicio militar obligatorio y obtener la excepción que a tal fin determine la ley. Formación en especialidades laborales para insertar al alumno al campo de trabajo una vez concluida su capacitación como bachiller de la república, con formación del INCE militar.

### Quinta Etapa: Unidad Educativa Militar Oficial Cap. Pedro María Ochoa Morales
Para septiembre de 2004, la reapertura de la primaria, abriendo 1er, 2do y 3º grado, desarrollando actividades académicas, culturales, deportivas y de iniciación militar.
Sexta Etapa: Unidad Educativa Militar Oficial Cap. Pedro María Ochoa Morales
Se cumple con el sueño de los fundadores del instituto, se logra la incorporación de la segunda etapa de educación básica 4º, 5º y 6º grado. 
A partir de 1982, entre los oficiales que han compartido en el liceo las responsabilidades de Director, mencionamos:
- Coronel (GN) Domingo Antonio Rojas García (1982-1984)
- Coronel (GN) Oscar Giomar Márquez Jiménez (1984-1986)
- Coronel (GN) Víctor Raúl Soto Sánchez (1986-1988)
- Coronel (GN) José Asdrúbal Ramírez (1988-1989)
- Coronel (GN) Carlos Betancourt Márquez (1989-1990)
- Coronel (GN) Otto Pérez Guillen (1990-1991)
- Coronel (GN) Nelson José García (1991-1992)
- Coronel (GN) Oswaldo Flores Gerdel (1992-1993)
- Coronel (GN) Juan Eures Zambrano (Jun. 93- Jul 93)
- Coronel (GN) Juan José Martí Montes (1993-1994)
- Coronel (GN) Aunadio Rafael Soler (1994-1995)
- Coronel (GN) Carlos Mara Villalobos Rincón (1995-1996)
- Coronel (GN) Héctor Gil Torres (1996-1997)
- Coronel (GN) Carlos Hernández Rosario (1997-2000)
- Coronel (GN) José Ismael Rodríguez Panphile (2000-2002)
- Coronel (GN) Abel de Jesús Carrasqueño Vivas (2002-2004)
- Coronel (GN) Jesús Abrahán Peña Castillo (2004-2007)
- Coronel (GN) Oscar Arnoldo Tan Quintero (2007-2009)
- Coronel (GN) Alcides Manuel García Mavares (2009- 2012)
- Coronel (GN) Jesús Rafael Ramos Suárez ( 2012-2014)
- Coronel (GN) Raúl Alexander Millán Villahermosa (2014-2015)
- Coronel (GN) Argenis José Martínez Sánchez (2015-2017)
- Coronel (GN) Miguel Ángel Leal Acosta (2018- 2020)
- Coronel (GN) Jesús Paul Castro Ramírez (2021-2023)
- Coronel (GN) Víctor Raúl Bastardo Rojas (2023- 2024)
- Coronela (GN) María Dolores Salcedo Somaza (Actual)

## Alumnos del Liceo Militar PMOM

### Jerarquías de los ALumnos del PMOM
La jerarquía de los alumnos del PMOM se basa en una serie de requisitos como son el tiempo, las capacidades y los logros individuales del alumno. La categoría de Alumno se adquiere una vez que los aspirantes aprueban un trayecto denominado "periodo de pruebas", el cual en caso de reprobar no son admitidos en el liceo. Las jerarquías varían según el año que cursa el alumno, y las distinciones varían según el año y los méritos. Estas distinciones van desde distinguido, pasando por brigadier hasta llegar a brigadier mayor, sin embargo esta jerarquización no es general, si no que está limitada para los mejores en sus respectivas promociones, compañías, cuadrillas o pelotones.
A continuación se describe la jerarquización y la simbología de los grados de los cadetes del PMOM:
- Un (01) Brigadier Mayor por promoción
- Un (01) Primer Brigadier o Brigadier primero por cada Compañía.
- Un (01) Segundo Brigadier por cada pelotón.
- Un (01) Brigadier por cada pelotón..
- Un (01) Distinguido por cada sección académica de los cursos de primero, segundo, tercero y cuarto año.

| Primer año | Distinción/Jineta |
| ---------- | ----------------- |
|            |                   |
|            |                   |
| Capona     | Distinguido       |

| Segundo año | Distinción/Jineta |
| ----------- | ----------------- |
|             |                   |
|             |                   |
| Capona      | Distinguido       |

|        |             |
|        |             |
| Capona | Distinguido |

|        |             |
|        |             |
| Capona | Distinguido |

| Quinto Año | Distinción/Jineta | Distinción/Jineta | Distinción/Jineta |
| ---------- | ----------------- | ----------------- | ----------------- |
|            |                   |                   |                   |
|            |                   |                   |                   |
| Capona     | Segundo Brigadier | Primer Brigadier  | Brigadier Mayor   |